# Oulema gallaeciana
Espèce
Oulema gallaeciana (le léma du lichen ou petit criocère des céréales) est une espèce d'insectes coléoptères de la famille des Chrysomelidae et de la sous-famille des Criocerinae.

## Synonymes
- Crioceris cyanella Paykull, 1798 ;
- Chrysomela lichenis Voet, 1806 ;
- Crioceris obscura Stephens, 1829 ;
- Lema lichenis Voet, 1806 ;
- Lema gallaeciana Heyden, 1870[1].

## Distribution
L'aire de répartition d'Oulema gallaeciana couvre la partie ouest de la région paléarctique, de l'Espagne à la Sibérie occidentale.